# Mine de Kamfundwa
La mine de Kamfundwa, est une mine à ciel ouvert de cuivre située dans la province de Katanga en République démocratique du Congo.